# Philipp Schwär

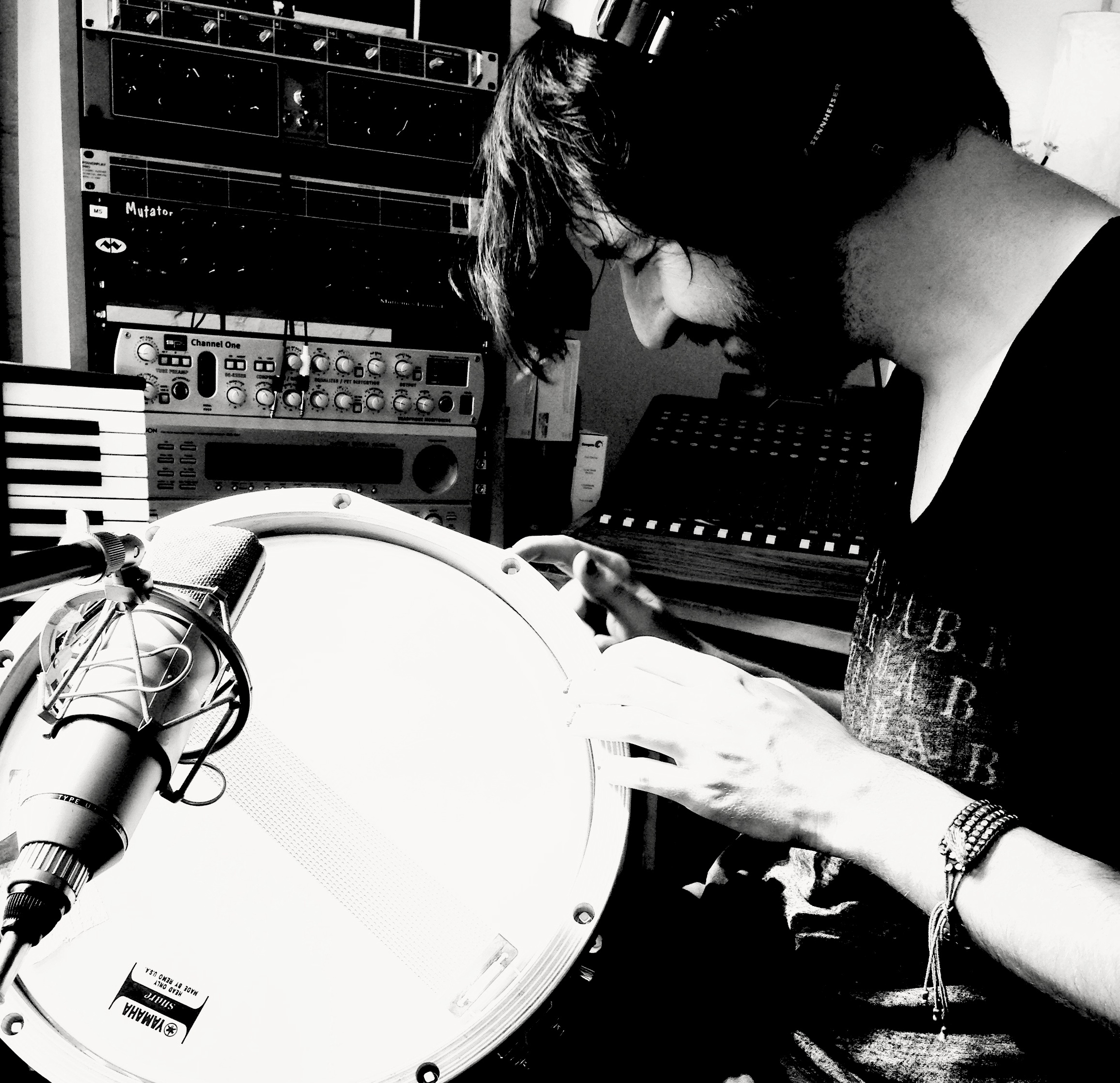
Philipp Schwär (2013)

Philipp Schwär (* 1986) ist ein deutscher Musikproduzent, Mischer und Songwriter.

## Leben
In seinen Hamburger „Zwischengeschoss Studios“ und den H.O.M.E.-Studios arbeitete Schwär für verschiedene deutsche Acts wie Audio88 & Yassin, Cäthe, Elif, Get Well Soon, Johannes Oerding, Kettcar, LEA, Max Mutzke, Mark Forster, Milliarden, Mogli, Pohlmann, Revolverheld, Samy Deluxe und Tim Bendzko. Seit 2017 produzierte er zusammen mit Fynn Kliemann dessen Alben nie, POP und TOD sowie das Remix-Album NUR. Im Jahr 2018 komponierte er die Filmmusik zum Spielfilm Wach sowie 2024 die Filmmusik zur Mini-Serie ECHT – Unsere Jugend.

## Filmscores
- 2018 – Wach (Original Motion Picture Soundtrack)
- 2023 – ECHT – Unsere Jugend